# Haladás Sportkomplexum
Das Haladás Sportkomplexum ist ein Fußballstadion in der ungarischen Stadt Szombathely, Komitat Vas, im Westen des Landes. Es ist die Heimspielstätte des Fußballvereins Haladás Szombathely. Es wurde auf dem Gelände des 1923 eröffneten Rohonci úti Stadions errichtet. Die Spielstätte der UEFA-Stadionkategorie 4 bietet auf seinen überdachten Rängen 8903 Sitzplätze, davon 7944 für die Heimfans und 959 für die Gästefans. Hinter der Haupttribüne ist dem Stadion eine Sporthalle mit 500 Plätzen angeschlossen.

## Geschichte
Haladás Szombathely spielte seit der Einweihung im Rohonci úti Stadion. Am 28. August 2013 beschloss die ungarische Regierung insgesamt 9,6 Mrd. Forint für den Bau eines neuen Stadions sowie einer Sporthalle in Szombathely bereitzustellen. Dies gab der aus Szombathely stammende Verteidigungsminister Csaba Hende auf einer außerordentlichen Pressekonferenz im Rathaus der Stadt bekannt. Die Halle soll für Handball, Futsal, Ringen, Boxen, Gewichtheben, Gymnastik und Schach genutzt werden. Die beiden Bauten sollten noch 2014 fertiggestellt werden.
Der Baubeginn verzögerte sich aber bis April 2016. Zur Einweihung am 8. November 2017 traf die Heimmannschaft Haladás Szombathely auf den kroatischen Club NK Osijek und gewann mit 3:1. Es wurden Vereinslegenden zur Veranstaltung eingeladen und es gab Theater- und Musikdarbietungen. Das Stadion spielte eine Rolle in der Bewerbung von Budapest für die Olympischen Sommerspiele 2024. Es sollte ein Austragungsort des Frauenfußballturniers werden. Letztendlich erhielt 2017 die französische Hauptstadt Paris den Zuschlag. Das Stadion ist in eine weiße Membran gehüllt, die vom Dach runter an der Fassade verläuft. Sie lässt sich in verschiedenen Farben beleuchten. Es bieten sich V.I.P.-Bereiche, darunter 12 Skyboxen (Logen), ein Medienbereich, ein Fanshop, ein Museum und ein Konferenzsaal für 75 Personen.
Die Gesamtfläche des Grundstücks, auf dem sich die Anlage befindet, beträgt 56.500 m². Die Nettogrundfläche beträgt 22.300 m². Für die Überdachung des Stadions benötigte das Bauunternehmen, ein Konsortium aus Swietelsky und der ZÁÉV Építőipari Zrt., 710 Tonnen Stahl und 21.600 m² Membran. In der Sportanlage wurden 1.800 Tonnen Bewehrungsstahl und 27.200 m³ Beton sowie 185.000 Mauerziegel verbaut. Die Anlage verfügt über 292 Parkplätze und 160 Fahrradständer.

## Spiele der U-21-Fußball-Europameisterschaft 2021
Das Haladás Sportkomplexum war im März des Jahres Austragungsort von drei Gruppenspielen der U-21-Fußball-Europameisterschaft 2021.
- 25. März 2021, Gruppe C:  Russland –  Island 4:1 (3:0)
- 28. März 2021, Gruppe C:  Russland –  Frankreich 0:2 (0:2)
- 31. März 2021, Gruppe C:  Island –  Frankreich 0:2 (0:2)